# Frederick (Oklahoma)
Frederick ist eine Stadt im Tillman County, in Oklahoma in den Vereinigten Staaten. Das U.S. Census Bureau hat bei der Volkszählung 2020 eine Einwohnerzahl von 3.468 ermittelt. Sie ist der County Seat vom Tillman County. Die Stadt ist landwirtschaftlich geprägt, vor allem werden Weizen und Baumwolle angebaut und Hausrinder gehalten. Frederick war in den 1990er Jahren eine treibende Kraft im Football, als man die Class 3-A State Championship dreimal gewann (1993, 1994, 1995) und einmal die Class 2-A State Championship (1996).

## Geschichte
Ursprünglich bestand Frederick aus zwei separaten Städten, die Hazel und Gosnell hießen und nebeneinander lagen. Beide Städte wurden 1902 gegründet. Später, als die Blackwell, Enid, und Southern Eisenbahnlinien kamen, schlossen sich die beiden Städte zusammen und nannten sich Frederick. Der Sohn eines Zugführers, der den ersten Personenzug nach Frederick brachte, gab der Stadt ihren Namen.
Die Stadt wurde im März 1907 eingegliedert, nachdem mehr als 200 Bewohner eine Petition unterschrieben hatten. Im Jahr 1962, nach einer langen Verspätung und einer langwierigen Korrespondenz, traf schließlich ein versprochener Flaggenmast ein, welcher als Zeichen für die Beilegung des Konflikts zwischen den beiden Urstädten stand. Er wurde in einem Granitfuß im Pioneer Park aufgestellt. 1970 kamen die Wichita Falls- und die Northwestern-Eisenbahn nach Frederick. Die Eisenbahnlinie wurden bis nach Altus, Mangum und später bis zum Oklahoma Panhandle ausgeweitet. Derzeit endet diese Linie in Altus.
Die ersten Siedlerfamilien siedelten im Nordwesten der Stadt (the high ground). Die ersten Feldwege wurden 1918 gelegt. Um das Umziehen in den Umkreis der Stadt zu ermöglichen, wurden 15 Meilen Gehweg von der First Street bis zur Fourteenth Street verlegt, die sieben Blocks in alle Richtungen verliefen. Ein Erlass, der 1907 erlassen wurde, zwang jeden Mann zwischen 21 und 50 Jahren dazu vier bis acht Tage im Jahr an der Straße zu arbeiten oder eine Zahlung von $4 pro Jahr zu zahlen, die für die Instandhaltung verwendet wurden.
Die einzige Wasserquelle befand sich an einem Brunnen im Westen der Stadt. In den übrigen Stadtteilen gab es keine Bäume. 1907, eine Anleiheemission, die dazu bestimmt wurde, ein Wassersystem zu verlegen, konnte das Wasser von den Brunnen in die Stadt transportiert werden. Die erlaubte, nach der Fertigstellung 1910, das Anbauen von Pflanzen, Bäumen und Gras.
1904 zerstörte ein Feuer einen Teil der Stadt. Ab 1910 begann man mit dem Aufbau größerer Häuser, weil man die kleineren Wohnungen als alt abstempelte. Nachdem das Wassersystem fertiggestellt worden war, entstanden auch immer mehr Gärten.

## Geographie
Laut Angaben des United States Census Bureau hat Frederick eine Größe von 12,9 km², von denen 12,8 km² Landfläche und 0,1 km² Wasserfläche sind.

## Persönlichkeiten
- Charles Collins (1904–1999), Schauspieler, der in Frederick geboren wurde
- Newby O. Brantly (1905–1993), Erfinder und Unternehmer
- Buddy Ryan (1931–2016), ehemaliger NFL-Coach
- Charles R. Plott (* 1938), Ökonom, geboren in Frederick